# Editrice Il Castoro
Il Castoro è una casa editrice italiana che ha pubblicato oltre 50 titoli l'anno dal 2013 al 2017.

## Storia
La casa editrice è nata nel 1993 come casa editrice di cinema, dal 1999 è concentrata sui libri per bambini e ragazzi. Dal 2007 Il Castoro è proprietaria della Libreria dei Ragazzi di Milano fondata nel 1972 dagli storici librai Gianna Vitali e Roberto Denti, e tra le librerie per ragazzi più grandi d’Europa. Nel marzo 2010 Il Castoro ha inaugurato una sede della Libreria dei Ragazzi anche a Brescia.
Nel febbraio 2017 acquisisce una partecipazione nelle Edizioni Sonda di Casale Monferrato (catalogo dedicato ai ragazzi), nel marzo 2018 rileva la partecipazione di maggioranza nella casa editrice Tunué (graphic novel).

## Principali attività

### Il Castoro Cinema
Le pubblicazioni maggiormente rappresentative della casa editrice sono le monografie dedicate ai registi della collana Il Castoro Cinema, nata nel 1974 presso La Nuova Italia e nel 1993 acquisita dalla neonata Editrice Il Castoro. I libri, riconoscibili per il caratteristico formato quadrato, rappresentano una pubblicazione di riferimento nell'ambito della critica e divulgazione cinematografica. I titoli finora pubblicati, senza interruzione dal 1974, sono 235 a cui vanno aggiunte le ristampe, o riedizioni aggiornate con inserimento di fotogrammi, di alcuni numeri storici. La collana è stata inaugurata con il volume dedicato a Michelangelo Antonioni, scritto da Giorgio Tinazzi. Gli autori della collana vengono scelti tra i principali docenti e studiosi di cinema e tra i principali critici cinematografici italiani.
Editrice Il Castoro collabora inoltre con il Torino Film Festival, il Museo Nazionale del Cinema di Torino, il Festival del Cinema Africano di Milano per la stesura di cataloghi, volumi tematici e approfondimenti.

### Filosofia
Editrice Il Castoro ha pubblicato la collana di filosofia “discorso figura” che raccoglie saggi dedicati alla filosofia dell'immagine e della parola. La collana è stata diretta da Elio Franzini, docente di Estetica e all'epoca Preside della Facoltà di Lettere e Filosofia dell'Università degli Studi di Milano.

### Il Castoro bambini e ragazzi
Nato nell'ottobre 1999, il catalogo del marchio editoriale Il Castoro bambini e ragazzi è molto vario e comprende albi illustrati, narrativa per ragazzi e libri per genitori, di autori italiani e stranieri. 
Nel corso degli anni, molti libri in catalogo hanno ricevuto premi e riconoscimenti da parte della critica specializzata nel settore dei libri per l'infanzia e del pubblico.
La pubblicazione per ragazzi di maggior successo è la serie best seller mondiale Diario di una schiappa di Jeff Kinney, celebre autore nominato nel maggio 2009 da TIME tra le 100 persone più influenti al mondo. La serie Diario di una Schiappa ha superato 250 milioni di copie nel mondo e 6 milioni di copie in Italia. A inizio 2018 il Castoro complessivamente si collocava al quinto posto in Italia per volume d'affari nel settore dei libri per ragazzi. Nel marzo 2018 è presentato alla Fiera dei Ragazzi di Bologna, con la presenza di Jeff Kinney, il Diario di una Schiappa in versione napoletana: "O Diario 'e nu Maccarone"..
Nel maggio del 2016 Il Castoro ha inaugurato Hotspot, un marchio crossover dedicato ai lettori young adult e adulti.

### La Libreria dei Ragazzi
Dal 2012 Editrice Il Castoro ha acquisito la Libreria dei Ragazzi di Milano. La libreria, fondata nel 1972. La Libreria dei Ragazzi di Milano, nel marzo 2010, ha aperto una seconda libreria a Brescia, con la denominazione “La Libreria dei Ragazzi di Brescia”.

## Riconoscimenti
- 2002 - Premio della Cultura assegnato dalla Presidenza del Consiglio dei ministri[12].
- 2016 - inserita tra le tre migliori editrici per ragazzi all'Excellence Awards del London Book Fair[12].